# Les Pilleurs d'âmes
Les Pilleurs d'âmes est un roman de science-fiction français écrit par Laurent Whale.
Paru en juillet 2010 aux éditions Ad Astra, il fait partie de la sélection du prix Futuriales 2011, et remporte le prix Rosny aîné 2011.
Le roman mêle deux trames distinctes : l'une dans le monde de la flibuste historique du XVIIe siècle et l'autre dans un lointain futur, sur fond d'espionnage.